# 印材
印材（いんざい）とは、印章（判子 （はんこ） 、スタンプ、落款、印鑑、図章）を彫るための素材である。

## 印材の種類
印材としては以下のものがよく使われる。

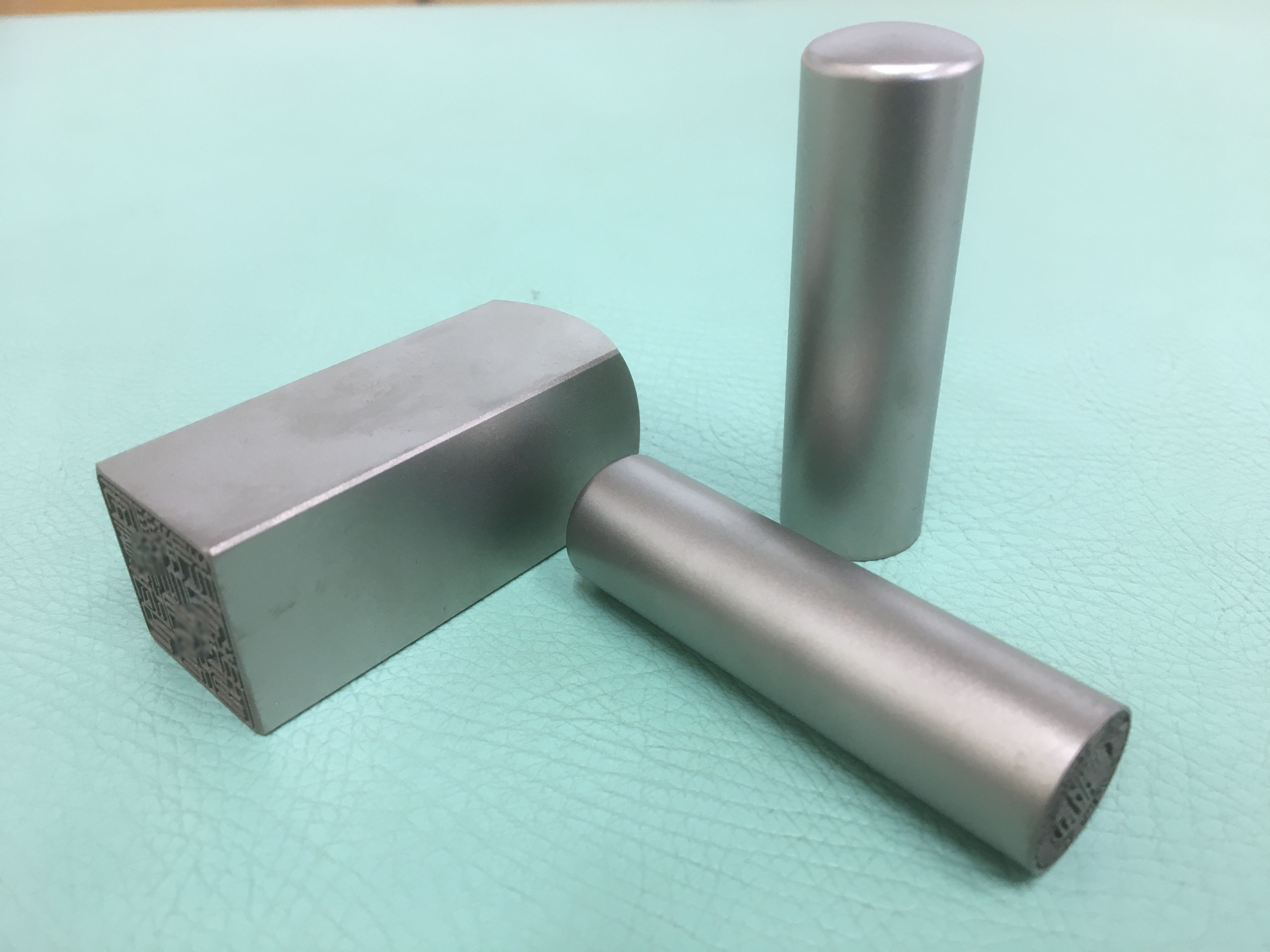
チタン製の印鑑

- 金属（金、銀、青銅等の銅合金、鉄、チタンなど）
金属の印材が使われているもので有名なのは金印である。日本の国璽・御璽の印材にも金が使用されている。2016年12月、パナソニックが印材にタングステンを使用[1]。
- 牙骨（象牙、鯨骨、水牛角、マンモス牙など）
印鑑の印材の場合、かつては象牙が珍重されていたが国際的な取引禁止を受け、現在は他の牙骨が使われることも多い。
- 石（青田石、寿山石、巴林石、昌化石、瑪瑙、水晶など）
- 植物素材（柘植、黒檀、紫檀、竹、各種種子）近年では、高圧で樹脂を浸透させて硬化させた製品が多く、天然素材そのままの植物系印材の使用は少なくなっている。
- 陶磁
- プラスチック（カゼインなど）
安く強度のある材料として普通のプラスチックが使われることがある一方、象牙の代替としてカゼインなどの素材を特に使用する場合がある。
- 紙
紙に印章をプリントしたものを除光液で溶かし印鑑として利用する紙印鑑がある。

## 印材と地位
中国では古代より、印材によってその所有者の身分を示した。
一般的に上位から玉(宝石)・金・銀・銅となる。
玉印の印材は、翡翠、瑪瑙、水晶などを使用する場合が多い。
中国皇帝は最高位の印材である玉を使用した(玉璽)。
また中国の印綬制度では、家臣の地位を印材によってその地位を示し、やはり上から順に玉・金・銀・銅である。
金印の例として、漢委奴国王印が有名。

## 参考
1. ↑  ダイヤの次に硬い「タングステン印鑑」パナソニックが12月発売　蛍光灯製造技術を応用
2. ↑  篆刻を参照